# Ihmisten edessä
Ihmisten edessä è l'album di debutto della cantante finlandese Jenni Vartiainen, pubblicato il 12 settembre 2007 dall'etichetta discografica Warner Music Finland. L'album ha venduto oltre 60 000 copie in Finlandia ed è stato certificato disco di platino.
Dall'album sono stati estratti quattro singoli: Tunnoton, Ihmisten edessä, Toinen e Mustaa kahvia. In particolare, il secondo singolo ha avuto successo: ha raggiunto la seconda posizione della classifica dei singoli finlandese ed è stato certificato disco d'oro.
Ihmisten edessä ha fatto il suo ingresso all'ottava posizione della classifica degli album finlandese. L'album è rimasto in classifica per 35 settimane consecutive, e ha raggiunto il suo picco attuale, la sesta posizione, solo nella sua trentesima settimana.

## Tracce
1. Tuhannet mun kasvot – 5:06
2. Ihmisten edessä – 3:32
3. Kerro miltä se tuntuu – 4:01
4. Toinen – 4:05
5. Mustaa kahvia – 3:47
6. Malja – 3:21
7. Tunnoton – 3:46
8. Elämänperhonen – 4:24
9. Mandartania – 3:30
10. Vedenalaista – 5:21

## Classifiche
| Classifica (2007) | Posizione massima |
| ----------------- | ----------------- |
| Finlandia         | 6                 |